# Antoine-Frédéric Gresnick
Antoine-Frédéric Gresnick, né le 2 mars 1755 à Liège et mort le 16 octobre 1799 à Paris, est un musicien belge.

## Biographie
Envoyé fort jeune à Naples, Gresnick y a pour maitre Nicola Sala, professeur au conservatoire de la Pietà dei Turchini. S'étant rendu en Angleterre, il y compose la musique de quatre opéras, Demetrio, Alessandro nell'Indie, il Francese bizarro, la Dona di cattivo umore, représentés à Londres avec succès. Le prince de Galles le nomme surintendant de sa musique.
Au début de la Révolution, Gresnick passe en France et est d’abord chef d'orchestre du théâtre de Lyon, où il fait jouer, entre autres pièces, l’Amour exilé de Cythère, opéra en trois actes, paroles de Pieyre. En 1793, il quitte cette ville et vient s’établir à Paris. Il donne au théâtre Louvois : les Petits commissionnaires, le Savoir faire, les Faux mendiants, le Baiser donné et rendu, l’Extravagance de la vieillesse, Éponine et Sabinus, en 3 actes. Au théâtre Montansier, il fait représenter la Forêt de Sicile, les Faux monnayeurs, la Grotte des Cévennes, Rencontre sur rencontre ; au théâtre Feydeau, la Tourterelle dans les bois, Alphonse et Léonore, 1797 ; au théâtre Favart, le Rêve ; à l’Opéra (avec Persuis) : Léonidas.
Gresnick compose, pour ce même théâtre, la musique de la Forêt de Brama, opéra en 3 actes, paroles de Henriette Bourdic-Viot. Il espère un grand succès de cet ouvrage auquel il avait donné tous ses soins lorsque, après huit mois d'attente, il apprend que la pièce n'est reçue qu’« à correction » : cette nouvelle est pour lui un coup de foudre, dont il meurt.

## Œuvres (sélection)
- Duos pour deux violoncelles.
- Sinfonia con violini, strumenti di fiato, viola obligata e basso op. 1 1772.
- Concerto pour clavecin et orchestre, 1782.
- Concerto pour basson et orchestre, 1797.
- Synphonie concertante pour clarinette, basson et orchestre, 1797.
- Hymnus Decora lux.

Opéras
- Alceste, Londres, 1786 Her Majesty's Theatre.
- Demetrio, Londres, 1786, Her Majesty’s Theatre.
- L’Amour de Cythère exilé, 1793.

## Sources
« Antoine-Frédéric Gresnick », dans Louis-Gabriel Michaud, Biographie universelle ancienne et moderne : histoire par ordre alphabétique de la vie publique et privée de tous les hommes avec la collaboration de plus de 300 savants et littérateurs français ou étrangers, 2e édition, 1843-1865 [détail de l’édition]